# التیناپولیس
التیناپولیس (به پرتغالی: Altinópolis) یک شهر و municipality of Brazil در برزیل است که در ایالت سائوپائولو واقع شده‌است.

## خصوصیات
التیناپولیس ۹۲۹٬۴۲۶ کیلومترمربع مساحت و ۱۵٬۶۰۹ نفر جمعیت دارد و ۱٬۲۰۰ متر بالاتر از سطح دریا واقع شده‌است.